# Gilles Anthony Afoumba
Gilles Anthony Afoumba (né le 14 juin 1996) est un sprinteur de la République du Congo.

## Carrière
Gilles Anthony Afoumba est médaillé de bronze sur 200 mètres aux Championnats d'Afrique juniors d'athlétisme 2015 à Addis Abeba.
Il termine quatrième de la finale du 400 mètres aux Jeux africains de 2019.
Afoumba participe à l'épreuve du 400 mètres masculin aux Jeux olympiques d'été de 2020 à Tokyo ; il est éliminé au premier tour, terminant sixième de sa série. Il est le porte-drapeau de la délégation congolaise lors de la cérémonie de clôture de ces Jeux.